# 이장 (후한)
이장(李章, ? ~ ?)은 후한 초기의 관료로, 자는 제공(第公)이며 하내군 회현(懷縣) 사람이다. 5세에 걸쳐 이천석을 배출한 가문 출신이다.

## 생애
《엄씨춘추》를 익혀 제자들을 가르쳤고, 주와 군의 아전을 역임하였다. 광무제가 대사마가 되어 하북을 평정할 때 부름을 받아 강조속(江曹屬)이 되어 여러 차례 종군하였다.
광무제가 즉위한 후, 양평령(陽平令)이 되었다. 이때 청하군의 호족 조강(趙綱)은 현의 경계에 성벽을 쌓고 사병을 주둔시켜 해를 끼쳤었는데, 임지에 부임한 이장은 연회를 열어 조강을 초청하였다. 칼을 차고 사졸 100여 명을 대동한 조강은 이장과 함께 술을 마셨고, 잠시 후 이장은 품에서 칼을 꺼내 조강을 베고 복병들을 시켜 그의 사졸들을 모두 죽였다. 바로 조강의 본거지로 가 성채를 무너뜨렸고, 이로써 관리와 백성들은 편안히 지내게 되었다. 이후 천승태수로 전임되었는데, 도적을 퇴치하며 사람을 너무 많이 죽인 죄로 하옥되고 파면되었다가, 그 해에 시어사(侍御史)로 다시 임용되고 낭야태수로 전출되었다.
이때 안구(安丘)의 호족 하장사(夏長思) 등이 난리를 일으켜 북해태수 처흥(處興)을 감금하고 영릉성(營陵城)을 점거하였고, 소식을 들은 이장은 병력 천여 명을 징발하여 하장사를 치려 하였다. 관리들이 권한 밖의 일이라며 만류하니, 이장은 노하여 칼을 어루만지며 말하였다.
| “ | 역도들이 군수를 겁박하여 가두었는데, 어찌 참으란 말이냐? 도적을 치다가 죽어도 여한이 없다. | ” |

안구성(安丘城)에 다다른 이장은 성문을 불태울 용사들을 모집하여 하장사와 교전하였고, 결국 하장사를 베고 수급 300여 개, 소·말 500여 마리를 노획하고 돌아갔다. 처흥 또한 임지로 돌아갔다.
일을 마친 이장은 조정에 보고하였고, 광무제는 이를 반포하여 관리들의 노고를 치하하였다. 이장은 나중에 죄를 지었으나 예전에 세운 공적이 있어 방면되었고, 다시 조정의 부름을 받았으나 병들어 죽었다.

## 출전
- 범엽, 《후한서》 권77 혹리열전